# 超級史克魯爾人
超級史克魯爾人（英語：Super-Skrull），本名為克爾特（Kl'rt），是漫威漫畫中的虛構超級反派角色，由作家史丹·李和藝術家傑克·科比所創作。超級史克魯爾人首次於《驚奇4超人》#18中登場。

## 人物
在驚奇4超人阻止了史克魯爾人入侵地球後，史克魯爾人的皇帝多雷克七世為了向地球報仇而挑選出一位多叫克爾特（Kl'rt）的戰士進行實驗，在他身上綜合驚奇4超人的能力，而且比他們原有的能力更強；比石頭人更強壯、擁有比霹靂火更優越的飛行和操控火焰的能力、擁有比隱形女更強的隱形與念力和比神奇先生的身體更具彈性。
超級史克魯爾人還保留了原本的變形和催眠能力並被派到地球做臥底，為史克魯爾帝國再次入侵地球的行動做好準備。

## 其他媒體

### 電視
- 《X戰警》
- 《漫威超級英雄》：由湯姆·哈維配音。
- 《驚奇4超人（英语：Fantastic Four (1967 TV series)）》（1967年動畫）：由馬爾文·米勒（英语：Marvin Miller (actor)）配音。
- 《驚奇4超人（英语：Fantastic Four (1994 TV series)）》（1994年動畫）：由尼爾·羅斯（英语：Neil Ross）和傑斯·哈梅爾（英语：Jess Harnell）配音。
- 《驚奇4超人：世界最偉大的英雄們（英语：Fantastic Four: World's Greatest Heroes）》：由馬克·奧利佛配音。
- 《Q版大英雄》：由查利·阿德勒（英语：Charlie Adler）（第一季）[1]、吉姆·卡明斯（第二季）配音。
- 《復仇者聯盟：史上最強英雄戰隊》：由凱爾·赫伯特（英语：Kyle Hebert）配音。
- 《浩克與狂砸特工隊（英语：Hulk and the Agents of S.M.A.S.H.）》：由凱文·格雷維奧（英语：Kevin Grevioux）配音[2]。

### 遊戲
- 《驚奇4超人（英语：Fantastic Four (1997 video game)）》
- 《Marvel：終極聯盟（英语：Marvel: Ultimate Alliance）》，由格雷格·伊格爾斯（英语：Greg Eagles）配音。
- 《驚奇4超人：銀色衝浪手現身（英语：Fantastic Four: Rise of the Silver Surfer (video game)）》，由喬伊·卡門（英语：Joey Camen）配音。
- 《Marvel vs. Capcom 3：兩個世界的命運（英语：Marvel vs. Capcom 3: Fate of Two Worlds）》，由查利·阿德勒（英语：Charlie Adler）配音。
- 《Ultimate Marvel vs. Capcom 3（英语：Ultimate Marvel vs. Capcom 3）》，由查利·阿德勒配音。
- 《Q版超級英雄大戰：極限挑戰（英语：Marvel Super Hero Squad: The Infinity Gauntlet）》，由吉姆·卡明斯配音。
- 《復仇者聯盟：地球保衛戰（英语：Marvel Avengers: Battle for Earth）》，由特羅伊·貝克配音。
- 《乐高漫威超级英雄》，由約翰·迪·馬吉歐配音[3]。
- 《漫威英雄 Online》

## 外部連結
- Super-Skrull （页面存档备份，存于） 漫畫書數據庫
- Super-Skrull （页面存档备份，存于） 超級英雄數據庫
- Marvel Comics Database: Super-Skrull （页面存档备份，存于）